# Mary Dreaver

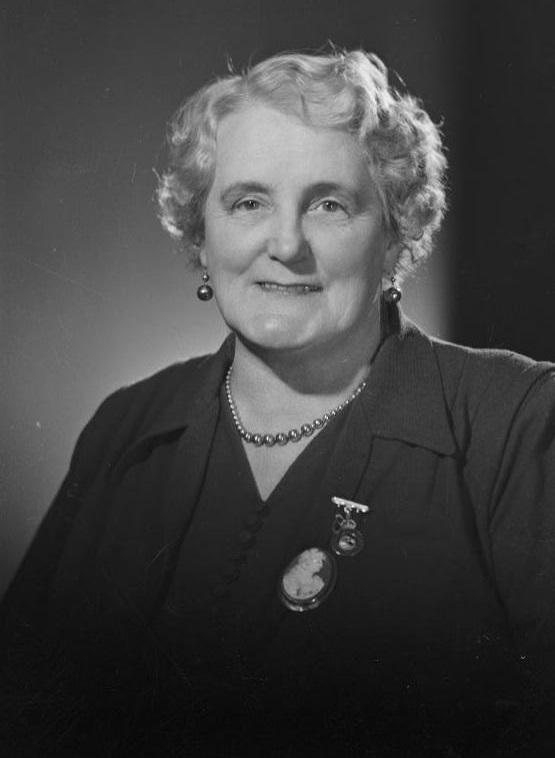
Mary Manson Dreaver
(1940er)

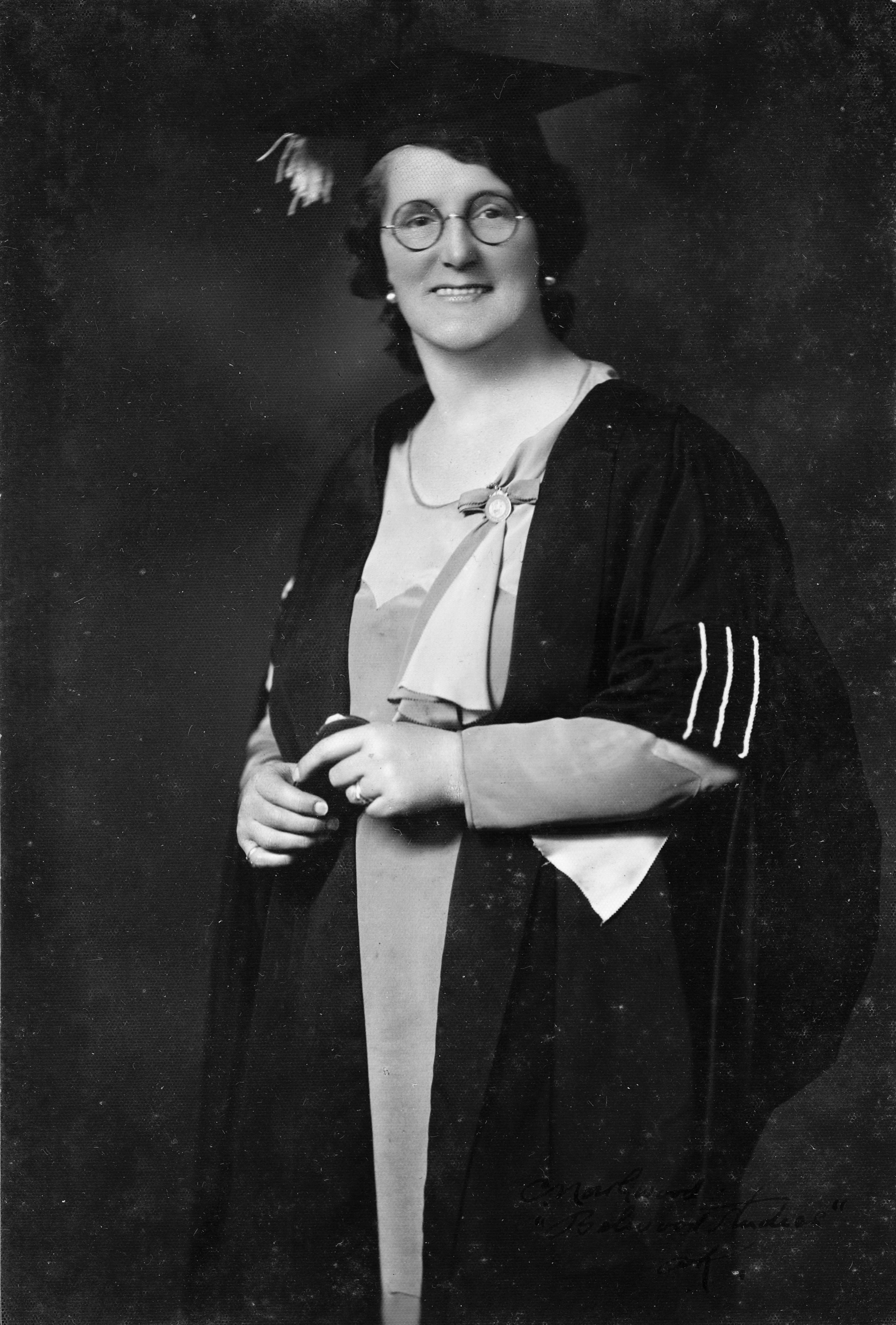
Mary Manson Dreaver
(1934)

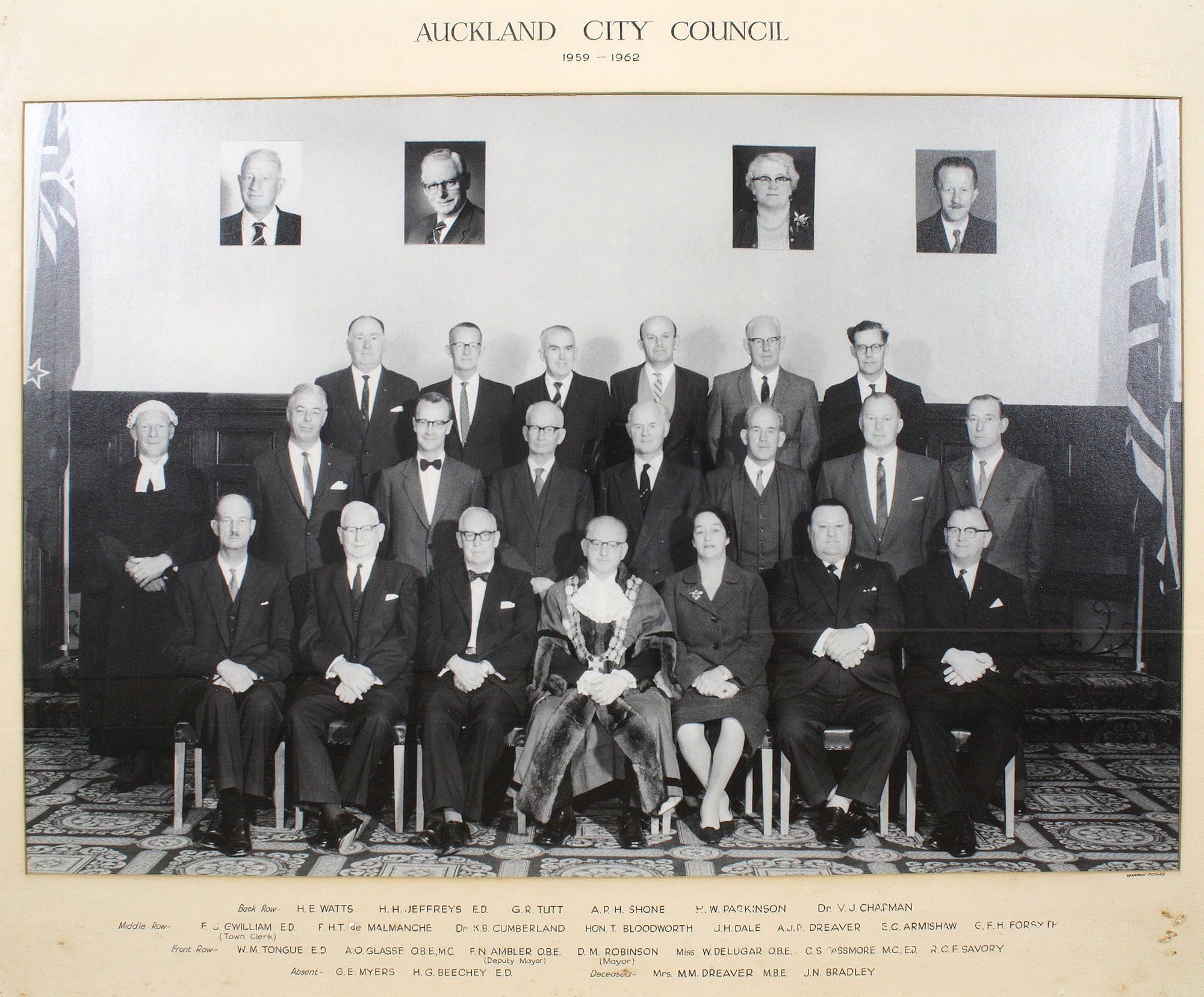
Mitglied im Auckland Council
(1962)
vorderste Reihe 3.v.r.

Mary Manson Dreaver, MBE (* 31. März 1887 in Dunedin, Neuseeland; † 19. Juli 1961 in Auckland, Neuseeland) war eine neuseeländische Klavierlehrerin, Frauenrechtlerin und Politikerin der New Zealand Labour Party.

## Frühes Leben
Mary Manson Bain wurde am 31. März 1887 als erstes von dreizehn Kindern der Eheleute Hanna Kiely und dem Tischler Alexander Manson Bain in Dunedin geboren. Ihre Eltern waren 1886 nach Neuseeland gekommen. Ihr Vater, schottischer Presbyterianer, war ein engagierter Gewerkschafter und ihre Mutter eine irische Katholikin. Mary hingegen, wurde im anglikanischen Glauben erzogen. Sie besuchte die Grundschule in Dunedin. Über ihre Kindheit und weitere Schulbildung ist nichts bekannt. Im Alter von 18 Jahren begann sie als aufgeschlossene und unternehmungslustige Person an Redewettbewerben teilzunehmen und entwickelte entsprechend ihrem Vater einen starken Sinn für soziale Belange.

## Ehe
Am 12. April 1911 heiratete Mary in Christchurch den Handelsvertreter und ehemaligen Boxer und Meister im Federgewicht der Region Otago und Southland, Andrew James Dreaver. Sie zogen danach nach Auckland und bekamen zwischen 1912 und 1925 sechs Kinder.

## Entwicklung als Musikerin
In Auckland besuchte Mary das Seddon Memorial Technical College und das damalige Auckland University College. Sie erwarb dort das Lizenziat des London College of Music im Fach Klavier. So konnte sie Klavierunterricht erteilen, was der Familie während der Weltwirtschaftskrise in den 1930er Jahren zu einer wichtigen Einnahmequelle verhalf. Auch trat sie auf der Bühne auf, sang und rezitierte, was ihr zunehmend mehr Selbstvertrauen gab und sie dabei lernte klar und fließend zu sprechen.

## Weiteres Engagement
Mary wurde Mitglied in der Spiritualist Church of New Zealand und wurde um 1938 zur Pastorin der Kirche geweiht. Sie moderierte drei Mal eine Radiosendung, schrieb in den 1940er Jahren eine Zeit lang Astrologie-Kolumnen für das Frauenmagazin New Zealand Woman's Weekly und gehörte einer weiteren Anzahl an Organisationen an, in denen sie häufig verantwortungsvolle Positionen einnahm.

## Politische Engagement
Ihrem Wunsch entsprechend, sich zum Wohlergehen von Frauen und Kindern zu engagieren und auch die Gesundheitsfürsorge zu ihrem Thema zu machen, schloss sich Mary 1922 der Women's International and Political League in Auckland an, die 1925 in den Frauenverband der New Zealand Labour Party umgewandelt wurde. 1923 wurde sie dann von der Liga zur Delegierte für den National Council of Women of New Zealand gewählt und wurde von 1926 bis 1927 und von 1936 bis 1938 zur Präsidentin der Liga gewählt. Mit den Frauenorganisationen im Rücken sprach sie auf öffentlichen Versammlungen Labour Party, nahm an deren jährlichen Parteikonferenzen teil und konnte sich in deren Ausschüssen z. B. für bessere Löhne für Hilfsarbeiter einsetzen. 1936 brachte sie als weiteres Beispiel einen Antrag auf dem Parteitag ein, der eine gleichberechtigte Vertretung von Frauen in den Verwaltungsräten psychiatrischer Kliniken vorsieht. Ein Weitere sah die Ernennung von weiblichen Polizeibeamten vor.

## Politikerin der Labour Party
Mary wurde von ihrem Ortsverband regelmäßig für die Wahlvorschläge der Labour Party vorgeschlagen und war auf der Ebene der Kommunalpolitik auch erfolgreich.
So wurde sie in den Jahren:
- 1933 bis 1944 und 1950 bis 1956 als Mitglied in den Auckland Hospital Board gewählt,
- war von 1938 bis 1944 und dann noch einmal von 1953 bis 1961 Mitglied im Auckland City Council,
- war von 1939 bis 1944 Mitglied im Auckland Transport Board,
- war von 1944 bis 1947 Mitglied im Auckland Electric Power Board und
- war von 1956 bis 1957 Mitglied im Auckland Metropolitan Drainage Board

Sie war damit nach Ellen Melville erst die zweite Frau, die einen Sitz im Auckland City Council einnehmen konnte.
Ihr Versuch sich auch für das New Zealand Parliament zu qualifizieren, war zunächst nicht von Erfolg gekrönt. Eine Nominierung scheiterte im Jahr 1931 und 1938 kämpfte sie vergeblich um einen Sitz. 1941 jedoch, konnte sie bei der Nachwahl für den Wahlkreis Waitematā sich durchsetzen und war damit zu der Zeit erst die dritte Frau in Neuseeland, die ins Parlament einziehen konnte. Ihr größter Erfolg dort, war die Verabschiedung des Women Jurors Bill (Gesetzentwurf zu weibliche Geschworene), das 1942 Gesetzeskraft bekam. 1943 unterlag sie bei den Parlamentswahlen.
Von 1942 bis 1945 war Mary auch als Organisatorin des Women's Land Service tätig und wurde ein Jahr später dafür mit dem Member of the Most Excellent Order of the British Empire (MBE) geehrt. Auch 1946 wurde sie in den Legislative Council of New Zealand berufen und hielt diesen Sitz bis zur Abschaffung des Rates im Jahr 1950.
Mary Manson Dreaver verstarb am 19. Juli 1961 in Auckland. Ihr Ehemann folgte ihr drei Monate später.

## Ehrungen und geistliche Ämter
- 1934 – Officiating Minister der The Spiritualist Church of New Zealand (27. November 1934)[2]
- 1946 – Legislative Councillor des Legislative Council of New Zealand (1. Februar 1946)[3]
- 1946 – Member of the Most Excellent Order of the British Empire (MBE) (6. Februar 1946)[4]